# Franz Oelmann
Franz Oelmann (* 30. Mai 1883 in Wolfenbüttel; † 15. September 1963 in Bonn) war ein deutscher Provinzialrömischer Archäologe.

## Leben
Oelmann wurde im Jahr 1908 über Homers Ilias mit seiner Dissertation Prolegomena in Heracliti Q.F. allegoriarum Homericarum an der Universität Bonn promoviert. Bereits 1914 war er maßgeblich an der archäologischen Untersuchung der Villa rustica von Blankenheim beteiligt. Im selben Jahr erschien die wegweisende Publikation der Keramik aus dem Kastell Niederbieber, nach den Arbeiten von Hans Dragendorff und Robert Knorr eine der bedeutendsten systematischen Aufarbeitung römischer Keramik dieser Zeit. Oelmanns Publikation ist in der Forschung bis heute von Bedeutung, da sie einen geschlossenen Fundkomplex des 3. Jahrhunderts und des Limesfalls in der Zeit der Reichskrise darstellt. Zahlreiche Formen sowohl der feinkeramischen Terra Sigillata als auch der Gebrauchskeramik sind aufgrund von Oelmanns Publikation nach dem Fundort Niederbieber benannt.
Im Zuge seiner Tätigkeit für das Rheinische Landesmuseum Bonn publizierte er 1927 Untersuchungen zur Geschichte des antiken Wohnbaus unter dem Titel Haus und Hof im Altertum. Er machte am Landesmuseum Karriere als Direktionalassistent und wurde 1930 als Nachfolger Hans Lehners zum Direktor ernannt. Von da an war Oelmann verantwortlich für die Leitung der archäologischen Grabungen in Vetera. Am 24. März 1935 wurde unter seiner Leitung das Landesmuseum in Bonn feierlich wiedereröffnet.
Zugleich war er Honorarprofessor für Klassische Archäologie an der Universität Bonn, Staatlicher Vertrauensmann für die Bodenaltertümer in den Regierungsbezirken Aachen, Düsseldorf, Koblenz (außer Kreis Birkenfeld) sowie Köln (mit Ausnahme des Stadtgebietes). Oelmann war langjähriger Schriftführer des Vereins von Altertumsfreunden im Rheinlande.
Seine Mitgliedschaft in der Berufsvereinigung deutscher Vorgeschichtsforscher beendete er 1933 mit einem Austritt auf persönlichen Wunsch. Er galt als Gegner von Hans Reinerth, wegen dessen strittiger Leitung des Reichsbundes für Deutsche Vorgeschichte.
Im Jahr 1949 schied Oelmann aus dem Museumsdienst beim Bonner Landesmuseum aus; Nachfolger wurde sein Assistent Eduard Neuffer.

## Schriften (Auswahl)
- mit Walter Müller: Die Nekropole der „geometrischen“ Periode. In: Tiryns. Band 1. Eleutheroudakis und Bart, Athen 1912 (Digitalisat).
- Die Keramik des Kastells Niederbieber. 2. Nachdruck der Ausgabe Frankfurt am Main 1914 (Digitalisat). Nachdruck: Habelt, Bonn 1976, ISBN 3-7749-0678-5.
- Zur Deutung des römischen Kerns im Trierer Dom. In Bonner Jahrbücher. 127, 1922, S. 130–188.
- Haus und Hof im Altertum. Band 1: Die Grundformen des Hausbaus. De Gruyter, Berlin und Leipzig 1927.
- Das Rheinische Landesmuseum Bonn. Seine Entwicklung und seine Aufgaben. Rheinisches Landesmuseum Bonn 1936.